# Hubert Joseph Pauly
Hubert Joseph Pauly (* 24. August 1781 in Eller; † 8. März 1854 in Cochem) war ein deutscher Kaufmann und Abgeordneter.

## Leben
Hubert Joseph Pauly war ein Sohn von Peter Bartholomäus Pauly (1744–1795) und dessen Ehefrau Maria Elisabetha geb. Friederichs (1753–1786) aus Eller an der Mosel. Die Familie Pauly stellte in Sankt Aldegund stets die Hofleute (lat.: purpuratus) für das Kloster Stuben, den Gerichtsschreiber und besetzte auch die 2. Stelle am dortigen Dorfgericht.
Pauly war im Zeitraum von 1839 bis 1851 Stellvertreter im Rheinischen Provinziallandtag für den Wahlkreis Mayen (mit Cochem und Zell (Mosel)). Von 1841 bis 1845 war er weiterhin stellvertretender Abgeordneter im Rheinischen Provinziallandtag. Hier vertrat er den 3. Stand für die Wahlbezirke Simmern/Hunsrück, Stromberg (Hunsrück), Trarbach, Zell (Mosel), Ahrweiler, Sinzig und Remagen. Während der Deutschen Revolution 1848/1849 trat er in Cochem für die Demokraten ein. Im Januar 1849 wurde er Mitglied des Wahlkomitees und im Februar 1849 wurde er zum Wahlmann für die preußischen Kammerwahlen gewählt.

## Familie
Hubert Joseph Pauly war seit dem 14. November 1802 mit Anna Maria Sybilla Josefa geb. Clemens aus Cochem verheiratet.